# Michael Hübner
Michael Hübner   (Chemnitz, 8 d'abril de 1959 - Chemnitz, 12 de novembre de 2024) va ser un destacat ciclista alemany. Nascut a Alemanya de l'Est va defensar els seus colors fins a la reunificació alemanya i no va poder passar al ciclisme professional fins a l'edat de 31 anys. Especialista en pista, va guanyar 16 medalles als Campionats mundials de pista, set d'elles d'or.

## Palmarès
- 1982
  - 1r al Gran Premi de París en velocitat
- 1985
  - 1r al Gran Premi de Copenhagen
- 1986
  -  Campió del món velocitat amateur
- 1989
  - 1r al Gran Premi de París en velocitat
- 1990
  -  Campió del món velocitat
  -  Campió del món de keirin
  - 1r al Gran Premi de París en velocitat
  - 1r al Gran Premi de Copenhagen
- 1991
  -  Campió del món de keirin
- 1993
  - 1r al Gran Premi de París en velocitat
- 1992
  -  Campió del món velocitat
  -  Campió del món de keirin
- 1995
  -  Campió del món velocitat per equips (amb Jens Fiedler i Jan van Eijden)
  - 1r al Gran Premi de Copenhagen